# 46. Golden Globe-gála
Az 46. Golden Globe-gálára 1989. január 28-án, vasárnap került sor, az 1988-ban mozikba, vagy képernyőkre került amerikai filmeket, illetve televíziós sorozatokat díjazó rendezvényt a kaliforniai Beverly Hillsben, a Beverly Hilton Hotelben tartották meg.
A 46. Golden Globe-gálán Doris Day vehette át a Cecil B. DeMille-életműdíjat.

## Filmes díjak
A nyertesek félkövérrel jelölve.
| Legjobb filmes díjak | Legjobb filmes díjak |
| Legjobb filmdráma | Legjobb vígjáték vagy zenés film |
| --- | --- |
| - Esőember - Az alkalmi turista - Sikoly a sötétben - Gorillák a ködben - Lángoló Mississippi - Üresjárat - A lét elviselhetetlen könnyűsége                                                                               | - Dolgozó lány - A hal neve: Wanda - Éjszakai rohanás - Roger nyúl a pácban - Segítség, felnőttem! |
| Legjobb filmes alakítások (filmdráma) | |
| Színész | Színésznő |
| - Dustin Hoffman – Esőember - Gene Hackman – Lángoló Mississippi - Tom Hulce – Dominick és Eugene - Edward James Olmos – Mutasd meg, ki vagy - Forest Whitaker – Bird – Charlie Parker élete                               | - Jodie Foster – A vádlottak - Shirley MacLaine – Madame Sousatzka - Sigourney Weaver – Gorillák a ködben - Christine Lahti – Üresjárat - Meryl Streep – Sikoly a sötétben                                               |
| Legjobb filmes alakítások (vígjáték vagy zenés film) | |
| Színész | Színésznő |
| - Tom Hanks – Segítség, felnőttem! - John Cleese – A hal neve: Wanda - Michael Caine – A Riviéra vadorzói - Robert De Niro – Éjszakai rohanás - Bob Hoskins – Roger nyúl a pácban                                          | - Melanie Griffith – Dolgozó lány - Jamie Lee Curtis – A hal neve: Wanda - Amy Irving – A szerelemhez idő kell - Susan Sarandon – Baseballbikák - Michelle Pfeiffer – Keresztanya                                        |
| Legjobb mellékszereplők (filmdráma, vígjáték vagy zenés film) | |
| Színész | Színésznő |
| - Martin Landau – Tucker, az autóbolond - Raúl Júlia – A holdfény Parador fölött - Neil Patrick Harris – Clara szíve - Alec Guinness – Kis Dorrit - Lou Diamond Phillips – Mutasd meg, ki vagy - River Phoenix – Üresjárat | - Sigourney Weaver – Dolgozó lány - Sonia Braga – A holdfény Parador fölött - Lena Olin – A lét elviselhetetlen könnyűsége - Diane Venora – Bird - Charlie Parker élete - Barbara Hershey – Krisztus utolsó megkísértése |
| Egyéb | |
| Legjobb rendező | Legjobb forgatókönyv |
| - Clint Eastwood – Bird - Charlie Parker élete - Barry Levinson – Esőember - Sidney Lumet – Üresjárat - Mike Nichols – Dolgozó lány - Alan Parker – Lángoló Mississippi - Fred Schepisi – Sikoly a sötétben                | - Naomi Foner – Üresjárat - Robert Caswell, Fred Schepisi – Sikoly a sötétben - Chris Gerolmo – Lángoló Mississippi - Ronald Bass, Barry Morrow – Esőember - Kevin Wade – Dolgozó lány                                   |
| Legjobb eredeti filmzene | Legjobb eredeti filmbetétdal |
| - Maurice Jarre – Gorillák a ködben - John Williams – Az alkalmi turista - Peter Gabriel – Krisztus utolsó megkísértése - Gerald Gouriet – Madame Sousatzka - Dave Grusin – A milagrói babháború                           | - „Two Hearts” – Buster - „Let the River Run” – Dolgozó lány - „When a Woman Loves a Man” – Baseball bikák - „Kokomo” – Koktél - „Why Should I Worry?” – Olivér és társai - „Twins” – Ikrek                              |
| Legjobb idegen nyelvű film | |
| - Hódító Pelle – Dánia - Babette lakomája – Dánia - Hanussen – Németország - Salaam Bombay! – India - Asszonyok a teljes idegösszeomlás szélén – Spanyolország                                                             | |

## Televíziós díjak
A nyertesek félkövérrel jelölve.
| Legjobb televíziós sorozatok | Legjobb televíziós sorozatok |
| Filmdráma | Vígjáték vagy zenés film |
| --- | --- |
| - Thirtysomething - L.A. Law - Gyilkos sorok - Wiseguy - A szépség és a szörny | - The Wonder Years - Cheers - Roseanne - Öreglányok - Murphy Brown |
| Minisorozat vagy tévéfilm | |
| - Forrongó világ - Hasfelmetsző Jack - The Murder of Mary Phagan - Hemingway - A tizedik | |
| Legjobb alakítás televíziós sorozatban (filmdráma) | |
| Színész | Színésznő |
| - Ron Perlman – A szépség és s szörny - Corbin Bernsen – L.A. Law - Harry Hamlin – L.A. Law - Carroll O'Connor – Az éjszaka árnyai - Ken Wahl – Wiseguy                                      | - Jill Eikenberry – L.A. Law - Susan Dey – L.A. Law - Sharon Gless – Cagney & Lacey - Linda Hamilton – A szépség és s szörny - Angela Lansbury – Gyilkos sorok                          |
| Legjobb alakítás televíziós sorozatban (vígjáték vagy zenés film) | |
| Színész | Színésznő |
| - Michael J. Fox – Családi kötelékek - Judd Hirsch – Dear John - Richard Mulligan – Empty Nest - Ted Danson – Cheers - Tony Danza – Ki a főnök? - John Goodman – Rosanne                     | - Candice Bergen – Murphy Brown - Beatrice Arthur – Öreglányok - Roseanne – Rosanne - Tracey Ullman – The Tracey Ullman Show - Betty White – Öreglányok                                 |
| Legjobb alakítás minisorozatban vagy tévéfilmben | |
| Színész | Színésznő |
| - Stacy Keach – Hemingway - Michael Caine – Hasfelmetsző Jack - Richard Chamberlain – A Bourne-rejtély - Jack Lemmon – The Murder of Mary Phagan - Anthony Hopkins – A tizedik               | - Ann Jillian – The Ann Jillian Story - Vanessa Redgrave – Egy ember az örökkévalóságnak - Jane Seymour – Forrongó világ - Jane Seymour – The Woman He Loved - JoBeth Williams – Baby M |
| Legjobb mellékszereplő televíziós sorozatban, minisorozatban vagy tévéfilmben | |
| Mellékszereplő színész | Mellékszereplő színésznő |
| - Barry Bostwick – Forrongó világ - John Gielgud – Forrongó világ - Derek Jacobi – A Tizedik - Armand Assante – Hasfelmetsző Jack - Larry Drake – L.A. Law - Edward James Olmos – Miami Vice | - Katherine Helmond – Ki a főnök? - Jackée Harry – 227 - Swoosie Kurtz – Baja Oklahoma - Rhea Perlman – Cheers - Susan Ruttan – L.A. Law                                                |

## Különdíjak

### Cecil B. DeMille-életműdíj
A Cecil B. DeMille-életműdíjat Doris Day vehette át.

### Miss/Mr.Golden Globe
- Kyle Aletter[3]

## Fordítás
Ez a szócikk részben vagy egészben  a(z)   46th Golden Globe Awards című angol Wikipédia-szócikk ezen változatának fordításán alapul.  Az eredeti cikk szerkesztőit annak laptörténete sorolja fel. Ez a jelzés csupán a megfogalmazás eredetét és a szerzői jogokat jelzi, nem szolgál a cikkben szereplő információk forrásmegjelöléseként.